# Model Driven Architecture
Model Driven Architecture, MDA – określenie z dziedziny inżynierii oprogramowania, określające zbiór metod porządkujących proces tworzenia systemów komputerowych opartych na budowie modeli i ich transformacji. Koncepcja MDA opracowana została przez grupę OMG.

## Poziomy modelowania
- Meta-metamodel - MOF (Meta-Object Facility) określa sposób (standardy) modelowania oraz zarządzania modelami
- Metamodel - wyrażone w UML klasy, ich atrybuty, powiązania i zależności, utrzymywane w hurtowniach danych o przedsięwzięciu - koncepcja common warehouse metamodel określa wymianę metamodeli między systemami
- Model - wprowadzone na diagram abstrakcje rzeczywistych obiektów
- Model implementacyjny (programy) – wyrażone w językach programowania
- Dane - zapisy na temat obiektów rzeczywistych, wprowadzone podczas działania oprogramowania

## Elementy konieczne według koncepcji MDA
- jednoznaczne zrozumienie stosowanych pojęć i określeń dziedzinowych - zdefiniowane np. w języku OWL
- zrozumienie tematu na poziomie niezależnym od środków informatyki - CIM
- modelowanie niezależne od platformy - PIM
- wymiana metamodeli między platformami (mechanizm ich wymiany zapewnia MDI
- możliwie automatyczne odwzorowanie (transformacje) z poziomu PIM do PSM (Platform Spec Model)
- posługiwanie się jednoznacznymi, powtarzalnymi elementami projektowymi; np. wzorce projektowe